# Paavo Nurmi Games 2017
I Paavo Nurmi Games 2017 sono stati la 61ª edizione dell'annuale meeting di atletica leggera; le competizioni hanno avuto luogo al Paavo Nurmi Stadium di Turku, il 5 giugno 2018. Il meeting è stato la quarta tappa del circuito IAAF World Challenge 2018.

## Risultati[1]

### Uomini
| Specialità             | 1º classificato   | Prestazione | 2º classificato     | Prestazione | 3º classificato | Prestazione |
| 100 m                  | Ramil Guliyev     | 10"02       | Henricho Bruintjies | 10"06       | Emile Erasmus   | 10"13       |
| 400 m                  | Rabah Yousif      | 45"81       | Isaac Makwala       | 46"27       | Jarrin Solomon  | 46"51       |
| 800 m                  | Jaakko Laakso     | 1'52"81     | Joonas Rinne        | 1'52"88     | Tuomo Salonen   | 1'53"33     |
| 3000 m                 | Sadik Mikhou      | 7'44"36     | Zouhair Aouad       | 7'45"80     | Stewart McSweyn | 7'47"65     |
| 110 m ostacoli         | Garfield Darien   | 13"22       | Balázs Baji         | 13"35       | Antonio Alkana  | 13"35       |
| 400 m ostacoli         | Jack Green        | 49"78       | Patryk Dobek        | 49"78       | Le Roux Hamman  | 50"38       |
| Salto con l'asta       | Renaud Lavillenie | 5.81 m      | Valentin Lavillenie | 5.61 m      | Seito Yamamoto  | 5.46 m      |
| Salto in lungo         | Serhiy Nykyforov  | 7.73 m      | Kristian Pulli      | 7.71 m      | Tyrone Smith    | 7.69 m      |
| Lancio del martello    | Paweł Fajdek      | 82.40 m     | Wojciech Nowicki    | 76.71 m     | Pavel Bareisha  | 76.56 m     |
| Lancio del giavellotto | Thomas Röhler     | 88.26 m     | Johannes Vetter     | 87.88 m     | Keshorn Walcott | 86.48 m     |

### Donne
| Specialità             | 1º classificato      | Prestazione | 2º classificato       | Prestazione | 3º classificato  | Prestazione |
| 100 m                  | Rebekka Haase        | 11"21       | Kryscina Cimanoŭskaja | 11"31       | Olesya Povkh     | 11"39       |
| 800 m                  | Olha Lyakhova        | 2'01"50     | Sofia Ennaoui         | 2'02"02     | Gudaf Tsegay     | 2'02"26     |
| 3000 m siepi           | Daisy Japkemei       | 9'31"98     | Winfred Mutile Yavi   | 9'33"29     | Norah Jeruto     | 9'33"97     |
| 100 m ostacoli         | Hanna Plotitsyna     | 13"08       | Ėl'vira Herman        | 13"14       | Anna Zagre       | 13"15       |
| Salto in alto          | Mariya Lasitskene    | 1.95 m      | Oksana Okuneva        | 1.88 m      | Yuliya Levchenko | 1.88 m      |
| Salto con l'asta       | Maryna Kylypko       | 4.41 m      | Annika Roloff         | 4.26 m      | Minna Nikkanen   | 4.26 m      |
| Salto triplo           | Caterine Ibargüen    | 13.97 m     | Olha Saladukha        | 13.88 m     | Dovilė Kilty     | 13.84 m     |
| Lancio del giavellotto | Tatsiana Khaladovich | 65.03 m     | Kelsey-Lee Barber     | 64.06 m     | Sunette Viljoen  | 61.54 m     |